# Stanisław Szewczyk
Stanisław Szewczyk (ur. w 1947 roku, zm. 21 grudnia 2010 w Łodzi) - były polski hokeista, reprezentant kraju.
Wychowanek Łódzkiego Klubu Sportowego, w którym grał przez całą swoją karierę (1965–1981).
Trzy razy wystąpił na mistrzostwach świata w hokeju na lodzie.